# 环佐辛
环佐辛是一种含氮有机化合物，分子式C
18H
25NO，化学结构上与喷他佐辛、地佐辛类似，都属于苯吗喃衍生物，可作为類阿片镇痛药。